# Zacaries Escolàstic

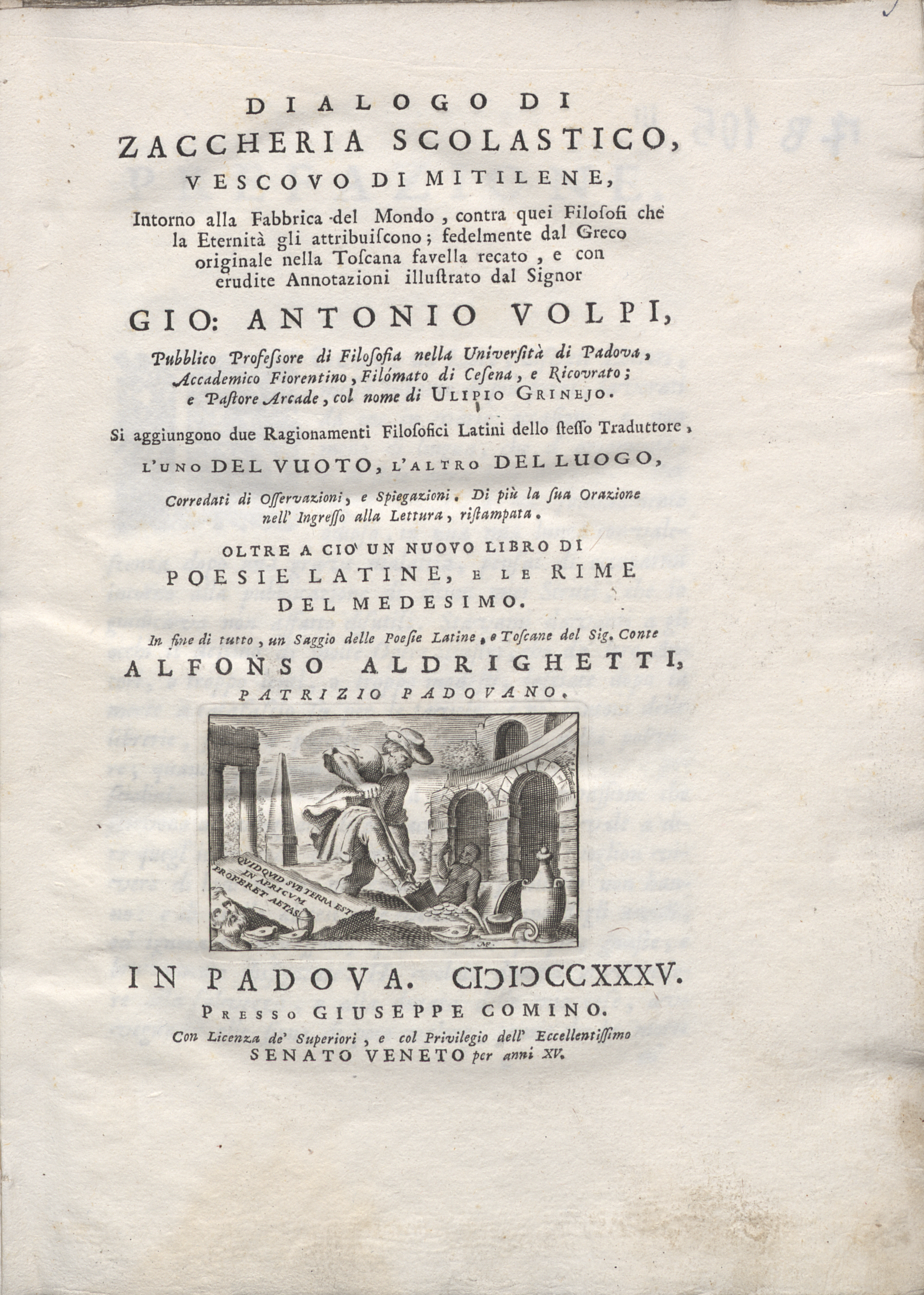
Ammoni

Zacaries Escolàstic (grec antic: Ζαχαρίας; llatí: Zacharias Scholasticus) (Gaza, circa 465 - ?, després de 536), conegut també com a Zacaries Retòric o Zacaries de Mitilene fou un filòsof romà d'Orient d'Alexandria.
Va estudiar filosofia a Alexandria i després jurisprudència a Beirut. Al cap d'un temps fou nomenat bisbe de Mitilene, a Lesbos. Va estar present al concili de Constantinoble el 536 i és esmentat a l'acta del concili. Evagri d'Epifania diu que era favorable als nestorians.
Es conserva un llibre seu anomenat Ἀμμώνιος. El seu estil imita el de Plató. És un diàleg mantingut amb un deixeble d'Ammoni d'Alexandria que explica una discussió que va tenir a Alexandria amb el mateix Ammoni i Gessi, un metge. L'obra pretén refutar la doctrina platònica sobre l'eternitat de l'univers.
Es conserva tanmateix una peça curta de Zacaries anomenada Ἀντίρῥησις Ζαχαρίου, ἐπισκόπου Μιτυλήνης, τὸν παραλογισμὸν τοῦ Μανιχαίου διελέγχουσα, impresa només en traducció llatina.
Es va arribar a pensar que era el germà del també retòric Procopi de Gaza.